# Sclerobiodes persica
Sclerobiodes persica är en fjärilsart som beskrevs av Hans Georg Amsel 1951. Sclerobiodes persica ingår i släktet Sclerobiodes och familjen mott. Inga underarter finns listade i Catalogue of Life.